# 酆
酆（ほう、紀元前1046年 - 紀元前1023年）は、西周の諸侯国。爵位は侯爵。国君は姫姓。
酆はもともと殷の崇侯虎の封地であったが、周の文王が崇を滅ぼし領土とした。武王は十七弟を酆（現在の陝西省商洛市山陽県）に封じた（酆侯）。成王19年（紀元前1023年）、酆侯の爵位と封国は廃撤された。